# Heinrich Ernst Bezzenberger
Heinrich Ernst Bezzenberger (* 12. Oktober 1814 in Marburg; † 1892) war Germanist und Abgeordneter des Provinziallandtags der preußischen Provinz Hessen-Nassau.

## Leben
Heinrich Ernst Bezzenberger wurde als Sohn des Marburger Musikdirektors Georg Wilhelm Bezzenberger und dessen Gemahlin Catharine Streichenberger geboren. Nach dem Abitur studierte er am Gymnasium Marburg Theologie und Philologie. Bevor er 1840 Lehrer an einer Marburger Privatschule wurde, finanzierte er sein Studium mit Privatunterricht und war sechs Jahre lang Hauslehrer in Westfalen. Er gab Unterricht an der Kasseler Bürgerschule sowie der Realschule Kassel. Von 1847 an war er Lehrer für Geschichte, Deutsch und Religion an der Kriegsschule in Kassel. Für die kurfürstliche Familie war er Privatlehrer und erwarb 1850 den Professorentitel.
Als Vertreter der Städte Borken, Fritzlar, Gudensberg, Homberg, Neukirchen, Niedenstein, Schwarzenborn, Treysa und Ziegenhain wurde er am 22. September 1868 zum Abgeordneten des Kurhessischen Kommunallandtages gewählt. Dem Parlament gehörten 53 Abgeordnete an, wovon 16 Vertreter bestimmter Städte waren. Bezzenberger kam in den Provinziallandtag der Provinz Hessen-Nassau, wo er in verschiedenen Ausschüssen tätig war. 1869/1870 wurde er zum Schuldezernat bei der Bezirksregierung Minden versetzt und musste auf sein Mandat in Kassel verzichten. 1871 erhielt er seine Versetzungsverfügung zur Bezirksregierung Merseburg, wo er als Regierungs- und Schulrat tätig war.
Er war mit Amalie Wiederhold (1819–1897) verheiratet. Aus der Ehe ging der Sohn Adalbert Bezzenberger (1851–1922) hervor.

## Schriften
Fridankes Bescheidenheit, Verlag der Buchhandlung des Waisenhauses, Halle 1872